# Akrai

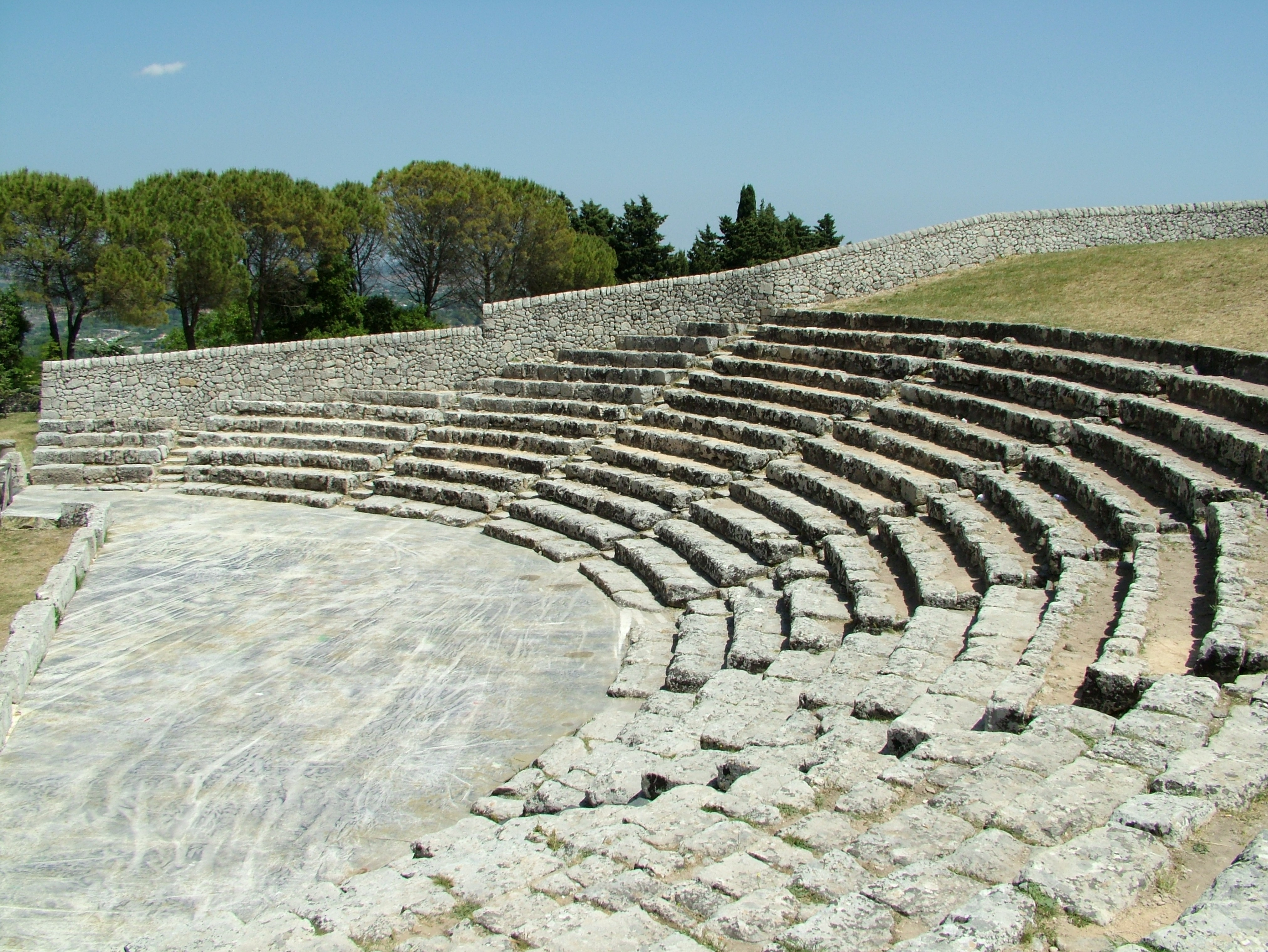
Grieks-Romeins theater van Akrai

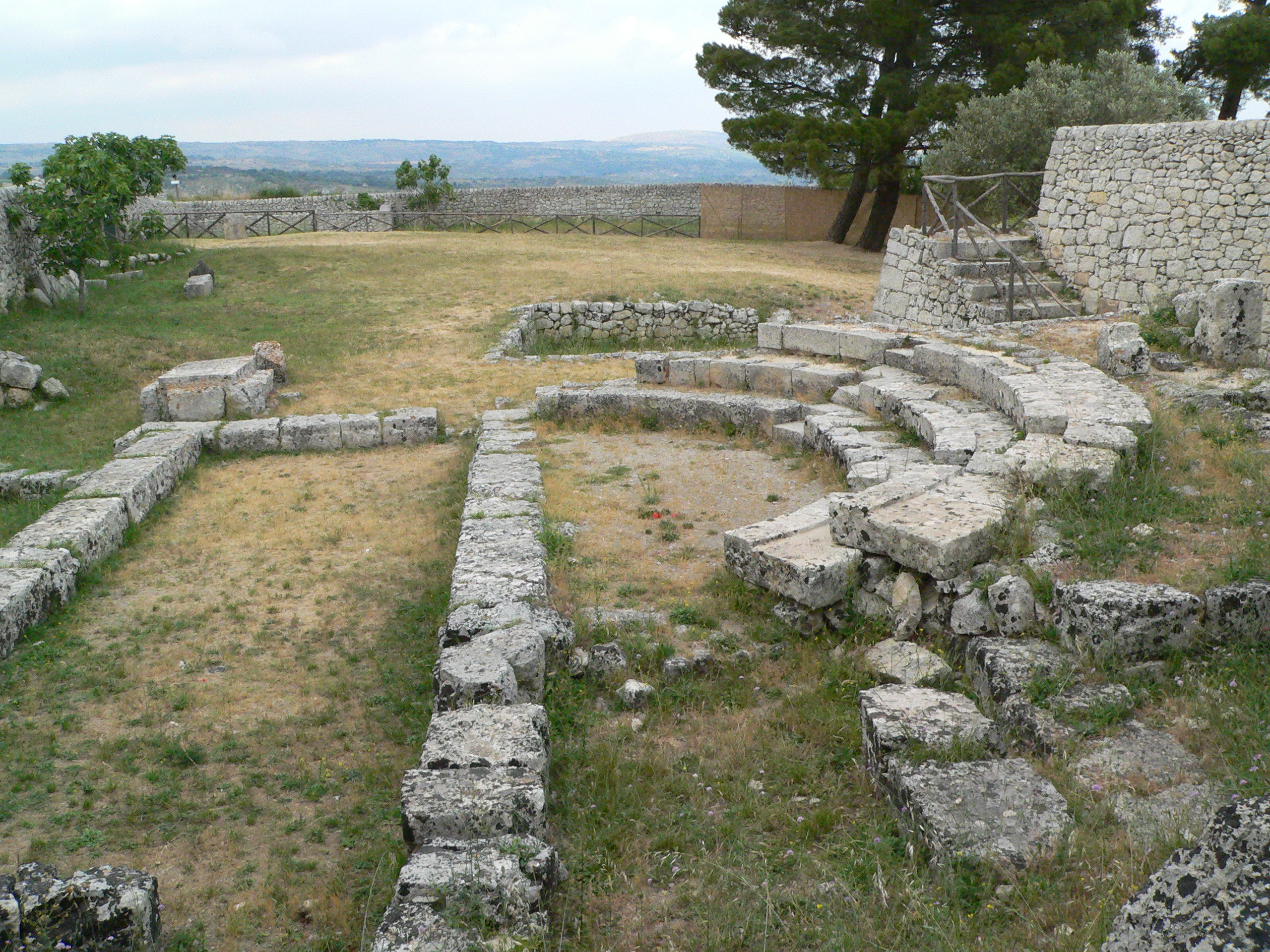
bouleuterion van Akrai

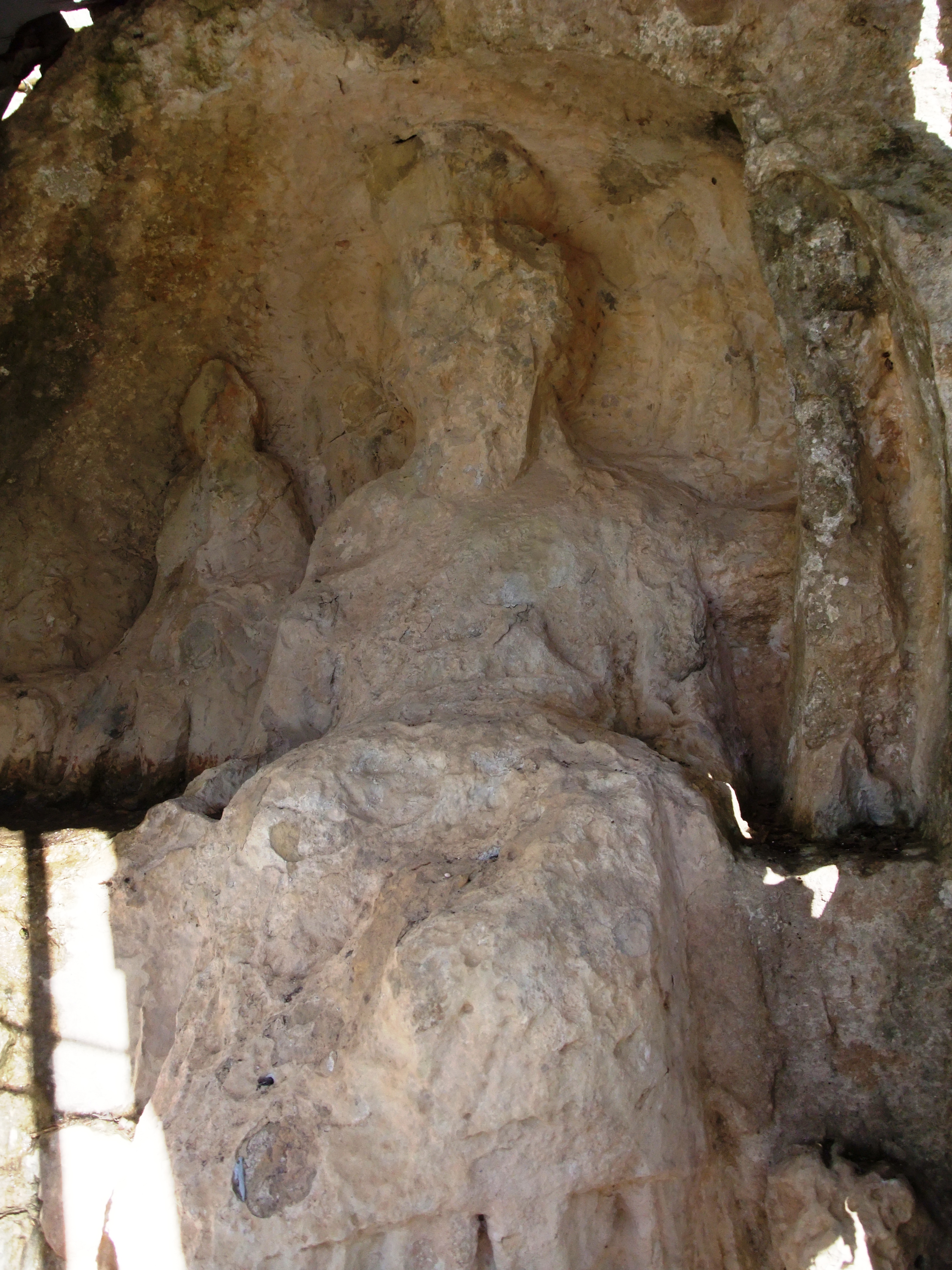
de Santoni: beelden van Cybele

Akrai, Oudgrieks: Ἄκραι, Latijn: Acrae, was in de klassieke oudheid een stad op Sicilië. De stad werd gesticht door de Dorisch-Griekse bewoners van de stad Syracuse 35 kilometer naar het oosten. Volgens Thucydides gebeurde dat in 664 v.Chr., 70 jaar nadat Syracuse zelf door kolonisten uit Korinthe was gesticht. Akrai is tijdens de Griekse periode van Sicilië altijd verbonden gebleven aan Syracuse, ook al voerde het wel een eigen politiek. De stad werd boven op een heuvel gebouwd, op de latere locatie van en dicht bij het moderne Palazzolo Acreide. Onder Magna Graecia wordt het hele gebied in het huidige Italië verstaan, waar de oude Grieken woonden. Akrai viel daar dus onder.

## Historische betekenis van Akrai
Akrai speelde, als vooruitgeschoven wachtpost van de bewoners van Syracuse, een belangrijke rol in menig conflict op Sicilië. Diodoros van Sicilië noemt Akrai in zijn Bibliotheca Historica als een van de steden, die na de oorlog tussen Hiëro II van Syracuse en de Romeinen tot het grondgebied van Syracuse mocht blijven behoren, 263 v.Chr. De stad bouwde in dezelfde eeuw zowel een groot theater als een bouleuterion, een raadszaal.
De Romeinen namen, aldus de Romeinse historiograaf Plinius de Oudere, aan het einde van de 2e eeuw v.Chr. de heerschappij van Sicilië over. Akrai moest hun belasting betalen, het werd een stipendiariae civitas. Akrai bleef ook tijdens de Romeinse overheersing van Sicilië een belangrijke rol spelen. Claudius Ptolemaeus, 2e eeuw na Chr., gaf Acrae op zijn kaart van Sicilië aan, en ook staat de stad op de Tabula Peutingeriana of Peutingerkaart. De Via Selinuntina, de Romeinse weg van Marsala en Selinunte naar Syracuse, liep via Akrai. Vroeg-christelijke dodensteden nabij de stad laten zien dat Akrai tot laat in de oudheid een belangrijke rol speelde in dit deel van Sicilië.

## Geschiedenis van de opgravingen
Opgravingen brachten verschillende gebouwen van het oude Akrai aan het licht. Het Palazzolo Acreide werd al in het midden van de 16e eeuw door de Siciliaanse monnik, Tommaso Fazello, met het oude Akrai in verband gebracht. De eerste systematische opgravingen vonden in de eerste helft van de 19e eeuw onder leiding van baron Gabriele Iudica plaats. Daarbij kwam in 1824 onder andere het antieke theater aan het licht. Julius Schubring uit Lübeck maakte in 1867 een eerste topografische kaart van het oude Akrai. Paolo Orsi (1859-1935), een Italiaanse archeoloog en directeur van het Archeologisch Museum van Syracuse, heeft veel voor de kennis over Akrai betekend: hij liet onder andere de steengroeves en de necropolis onderzoeken. Andere Italiaanse archeologen namen na de 1945 het onderzoek over, vooral naar het gebied binnen de stad Palazzolo Acreide. Akrai is sinds 2009 het onderzoeksgebied voor archeologen van de Universiteit van Warschau.

## Belangrijke monumenten
Het Grieks-Romeinse theater en het bouleuterion behoren tot de belangrijkste overblijfselen van het antieke Akrai. Er bevindt zich nog een tempel op het vlakke deel boven de steengroeven, gewijd aan Aphrodite, het Aphrodision, en er zijn niet ver van Akrai de Santoni te vinden, in de rotsen uitgehouwen beelden van goden en godinnen, die samen een rituele plek vormden voor de cultus van de Magna Mater, Cybele.